# Florin Gardoș
Florin Gardoș (Szatmárnémeti, Románia, 1988. október 29. –) román labdarúgó, aki jelenleg az Universitatea Craiova játszik, hátvédként.

## Pályafutása

### Steaua București
Gardoș a Concordia Chiajnában kezdte a pályafutását, majd 2010. június 17-én a Steaua Bucureștihez igazolt. Augusztus 16-án mutatkozott be a román élvonalban, a Victoria Brănești ellen. 2011 szeptemberében tízmeccses eltiltást kapott, amiért eltörte Cosmin Băcilă lábát egy Pandurii Târgu Jiu elleni találkozón.

### Southampton
2014. augusztus 14-én a Premier League-ben szereplő Southamptonhoz szerződött. Az átigazolás összegét nem hozták nyilvánosságra a felek, de egyes források szerint az angol klub 7,5 millió eurót fizetett érte. Egy West Ham United elleni mérkőzésen mutatkozott be csereként. Kezdőként szeptember 23-án, egy Arsenal elleni Ligakupa-meccsen játszhatott először, melyet csapata 2-1-re megnyert. 2015. július 23-án a Southampton akkori menedzsere, Ronald Koeman bejelentette, hogy Gardoș hét hónapig nem játszhat, miután térdsérülést szenvedett egy Feyenoord elleni felkészülési meccsen.

### A válogatottban
A román válogatottban 2011. február 8-án, egy Ukrajna elleni barátságos meccsen debütált.

## Sikerei, díjai
- Román bajnok: 2012/13,[11] 2013/14[11]
- Román kupagyőztes: 2010–11,[12] 2017–18
- Román szuperkupagyőztes: 2013[13]

## Külső hivatkozások
- Florin Gardoș pályafutásának statisztikái a Soccerbase oldalon (angolul)